# Этвалиси
Этвалиси (груз. ეთვალისი) — село в Грузии, в муниципалитете Душети края Мцхета-Мтианети. 

## География
Село расположено в центральной части края, в 17 километрах по прямой к северо-востоку от центра муниципалитета Душети. Высота центра — 900 метров над уровнем моря.

## Население
По данным переписи населения 2014 года, в селе проживало 10 человек.
| Год  | Население |
| ---- | --------- |
| 2002 | 14        |
| 2014 | 10        |